# Black Beard
Black Beard es un videojuego del tipo arcade realizado por la compañía española de videojuegos Topo Soft en 1988 para los ordenadores de 8 bits Sinclair ZX Spectrum, MSX, CPC. Fue publicado en el resto de Europa por Kixx, un subsello budget de U.S. Gold.
En este juego, se encarna al pirata Barbanegra que después de una de sus múltiples borracheras, ha sido traicionado por el pirata Barbarroja, robándole el mapa de su tesoro, poniéndole en contra su propia tripulación prometiéndoles que repartiría el tesoro con ellos. A lo largo de tres fases, se deberá encontrar una antorcha para encender un cañón que reviente la pasarela de comunicación con el barco de Barbarroja y el nuestro en la cubierta, para luego a continuación recuperar  en la bodega el mapa de nuestro tesoro. 
Atacarán una y otra vez los piratas del barco, y se pondrá defender el héroe encontrando pistolas, cuchillos, pociones de inmunidad y teniendo cuidado en no recoger ron que lo embriagará durante un breve tiempo.
El juego cuenta técnicamente con unos gráficos y desarrollo bastante mediocres comparado con otras producciones de la época. La música sólo aparece en el menú de opciones y está ausente en el resto del juego.

## Autores
- Programa: Carlos Arias Alonso.
- Gráficos: Roberto Potenciano Acebes
- Música: César Astudillo (Gominolas)
- Portada: Alfonso Azpiri.
- Producción: Gabriel Nieto.